# North Devon
North Devon est un district non-métropolitain situé dans le comté du Devon en Angleterre. Son chef-lieu est Barnstaple.